# Liten bergraggmossa
Liten bergraggmossa (Racomitrium affine) är en bladmossart som beskrevs av Lindberg 1875. Liten bergraggmossa ingår i släktet raggmossor, och familjen Grimmiaceae. Arten är reproducerande i Sverige. Inga underarter finns listade i Catalogue of Life.